# Belfast North (circonscription du Parlement d'Irlande du Nord)
Pour les articles homonymes, voir Belfast North.
Belfast North était une circonscription de borough du Parlement d'Irlande du Nord de 1921 à 1929. Elle a élu quatre MPs, utilisant la représentation proportionnelle au moyen du vote unique transférable.

## Limites
Belfast North a été créé par le Government of Ireland Act 1920 et comprenait les quartiers de Clifton, Duncairn et Shankill  du comté de Belfast). La loi de 1929 sur la Chambre des communes (méthode de vote et de redistribution des sièges) (Irlande du Nord) a divisé la circonscription en quatre circonscriptions élues au scrutin uninominal à un tour : Belfast Clifton, Belfast Duncairn, Belfast Oldpark et Belfast Shankill.

## Second Dáil
En mai 1921, le Dáil Éireann, le parlement de la République irlandaise autoproclamée dirigée par le Sinn Féin, a adopté une résolution déclarant que les élections à la Chambre des communes d'Irlande du Nord et à la Chambre des communes d'Irlande du Sud seraient utilisées comme élection pour le deuxième Dáil. Tous les élus figuraient sur la liste du deuxième Dáil, mais comme aucun MP du Sinn Féin n'a été élu pour Belfast North, il n'y était pas représenté.

## Politique
Belfast North était une région à prédominance unioniste avec des poches considérables de travailliste. Il a envoyé quatre unionistes en 1921, mais en 1925, il n'a envoyé que deux unionistes officiels, plus un unioniste indépendant et un membre du parti travailliste.

## Membres du Parlement
| Élection   | MP (Parti) | MP (Parti)                             | MP (Parti)                             | MP (Parti)                              | MP (Parti)                               | MP (Parti)                            | MP (Parti) | MP (Parti)                             |
| ---------- | ---------- | -------------------------------------- | -------------------------------------- | --------------------------------------- | ---------------------------------------- | ------------------------------------- | ---------- | -------------------------------------- |
| MPs (1921) |            | Lloyd Campbell (Ulster Unionist Party) |                                        | Samuel McGuffin (Ulster Unionist Party) |                                          | William Grant (Ulster Unionist Party) |            | Robert McKeown (Ulster Unionist Party) |
| MPs (1925) |            | Lloyd Campbell (Ulster Unionist Party) | Tommy Henderson (Independent Unionist) |                                         | Sam Kyle (Northern Ireland Labour Party) | William Grant (Ulster Unionist Party) |            |                                        |

## Résultats des élections
| Parti                                                                  | Parti           | Candidat        | %    | Comptage | Comptage | Comptage |
| Parti                                                                  | Parti           | Candidat        | %    | 1        | 2        | 3        |
| ---------------------------------------------------------------------- | --------------- | --------------- | ---- | -------- | -------- | -------- |
|                                                                        | Ulster Unionist | Lloyd Campbell  | 32.3 | 12,875   |          |          |
|                                                                        | Ulster Unionist | Samuel McGuffin | 29.1 | 11,596   |          |          |
|                                                                        | Ulster Unionist | William Grant   | 15.4 | 6,148    | 9,880    |          |
|                                                                        | Ulster Unionist | Robert McKeown  | 8.9  | 3,562    | 4,676    | 8,263    |
|                                                                        | Sinn Féin       | Michael Carolan | 8.1  | 3,235    | 3,268    | 3,275    |
|                                                                        | Nationalist     | F. P. Harkin    | 3.8  | 1,509    | 1,516    | 1,519    |
|                                                                        | Indépendant     | J. B. Wallace   | 2.3  | 926      | 944      | 972      |
| Électorat : 43,194 Valide : 39,851 Quota : 7,971 Participation : 92.3% |                 |                 |      |          |          |          |

| Parti                                                                  | Parti                | Candidat           | %    | Comptage | Comptage | Comptage | Comptage |
| Parti                                                                  | Parti                | Candidat           | %    | 1        | 2        | 3        | 4        |
| ---------------------------------------------------------------------- | -------------------- | ------------------ | ---- | -------- | -------- | -------- | -------- |
|                                                                        | Independent Unionist | Tommy Henderson    | 30.7 | 10,306   |          |          |          |
|                                                                        | Ulster Unionist      | William Grant      | 19.7 | 6,610    | 6,934    |          |          |
|                                                                        | NI Labour            | Sam Kyle           | 17.6 | 5,915    | 7,650    |          |          |
|                                                                        | Ulster Unionist      | Lloyd Campbell     | 16.1 | 5,421    | 5,952    | 6,163    | 7,026    |
|                                                                        | Ulster Unionist      | John William Nixon | 12.1 | 4,068    | 4,951    | 5,471    | 6,021    |
|                                                                        | Ulster Unionist      | H. T. Whitaker     | 3.8  | 1,276    | 1,389    | 1,481    |          |
| Électorat : 47,228 Valide : 33,596 Quota : 6,720 Participation : 71.1% |                      |                    |      |          |          |          |          |

## Sources
- Northern Ireland Parliamentary Election Results 1921-1972, compiled and edited by Sydney Elliott (Political Reference Publications 1973)